# Champion Bay
Champion Bay is een baai boven Geraldton in de regio Mid West in West-Australië.

## Geschiedenis
De oorspronkelijke bewoners van het kustgebied aan Champion Bay waren de Amangu Aborigines.
De eerste Europeanen die zich door het gebied begaven waren de leden van een expeditie onder leiding van luitenant George Grey. De schepen van de expeditie waren in 1839 vergaan waardoor de expeditieleden honderden kilometers zuidwaarts te voet naar Perth dienden te wandelen. In 1840 verkende luitenant John Lort Stokes met de Beagle de kustwateren en vernoemde op 9 april de baai naar het schip Champion waarmee George Fletcher Moore de baai in januari dat jaar ontdekt had.
In 1848 verkende een expeditie onder leiding van Augustus Charles Gregory de streek en expeditielid James Perry Walcott vond een loodader in de bedding van de rivier Murchison. De Geraldine-mijn werd geopend en er ontstond een nederzetting die Champion Bay werd genoemd. Materiaal voor de bouw en werking van de mijn werd door schepen in de baai gelost. Twee jaar later werd enkele kilometers zuidelijker de stad Geraldton gesticht.

## Geografie
De baai ligt aan de westkust van West-Australië, ten noorden van Geraldton, tussen Point Moore en Point Bluff. De Chapman mondt nabij Point Bluff via Champion Bay in de Indische Oceaan uit.

## Scheepswrakken
Er liggen enkele scheepswrakken in de baai. De Colonist verging in november 1830 in de baai. Het schip African verging in 1863 in de nabijheid van de monding van de Chapman. Het schip was onderweg van Champion Bay naar Fremantle met lood- en kopererts en 200 balen wol. De Charlotte Padbury liep in 1878 in de baai aan grond.